# ジャン＝クロード・ゴーダン

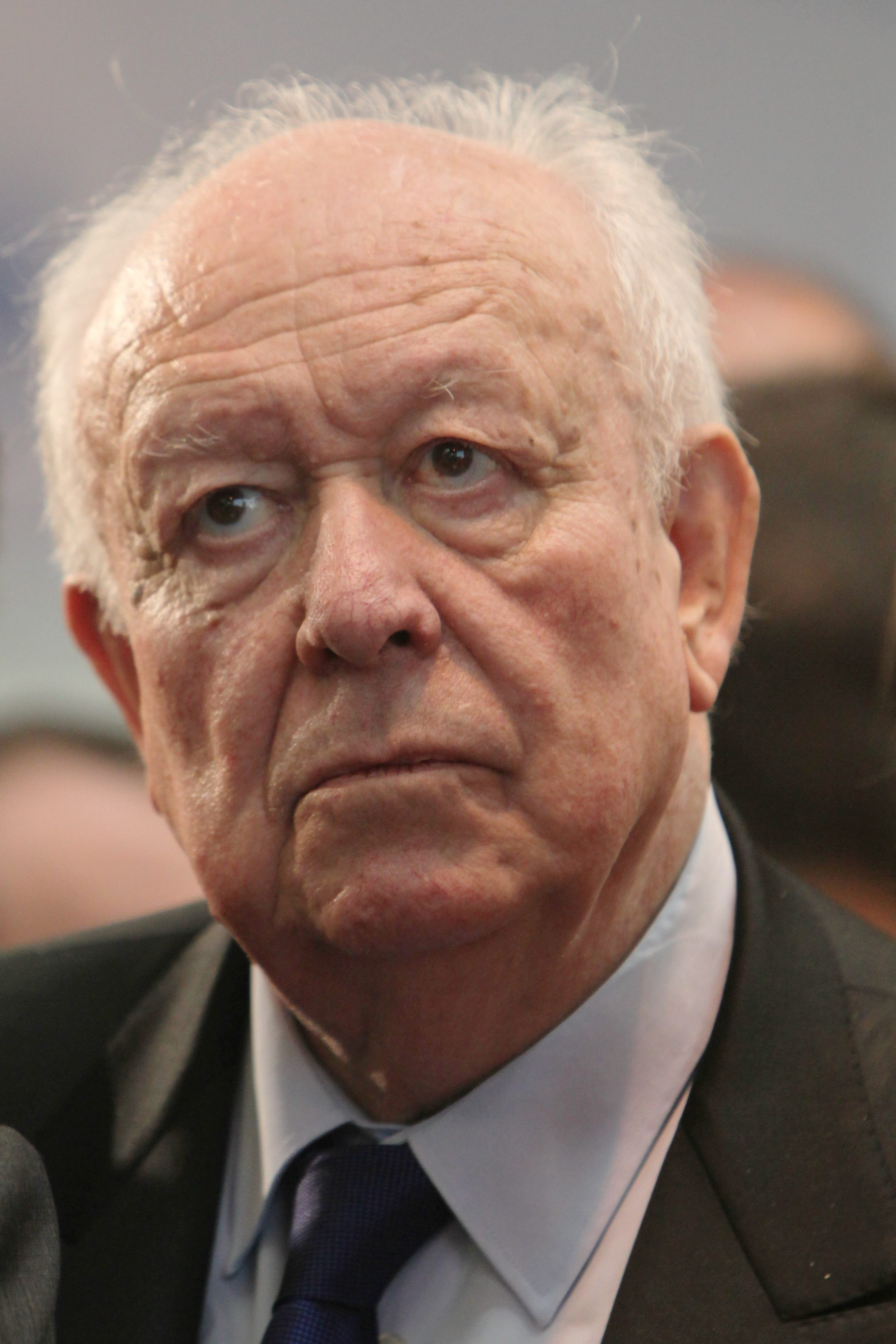
ゴーダン

ジャン＝クロード・ゴーダン（Jean-Claude Gaudin、1939年10月8日 - 2024年5月20日）は、フランスの政治家。マルセイユのマザルグ区（Mazargues）出身。元国民議会議員、元元老院議員・副議長。1995年から2020年までマルセイユ市長を務めた。2002年から国民運動連合副党首となり、ニコラ・サルコジの下で総裁代行を務める。
2024年5月20日にヴァール県のサン＝ザカリーの第2の住宅で死去。84歳没。